# Kroniki włoskie
Kroniki włoskie – zbiór opowiadań autorstwa Stendhala, przetłumaczony na język polski przez Tadeusza "Boya" Żeleńskiego.
Utwory te publikowane były osobno, dopiero później zaczęto je łączyć w zbiór. Główny cykl został napisany w Paryżu w latach 1836-39, w czasie urlopu autora, wówczas konsula Francji w zabytkowym miasteczku Civitavecchia we Włoszech. Urlop miał trwać trzy miesiące, a rozciągnął się do trzech lat. Cykl wywodzi się ze starych włoskich manuskryptów, które Stendhal (Henri Beyle) odkrył i dał do skopiowania w 1833 roku, gdy nudził się po prawie trzech latach urzędowania w tym małym porcie nad Morzem Tyrreńskim. Te opowieści z czasów Renesansu, pełne przemocy i namiętności, zainspirowały go i wykorzystał je, dodając raz mniej, raz więcej od siebie. Kanon: Vittoria Accoramboni, Rodzina Cenci, Księżna Palliano, Ksieni z Castro - ukazał się w czasopiśmie Revue des Deux Mondes w latach 1837-39 anonimowo albo pod pseudonimem. Pierwszy zbiór (bez Księżnej Palliano) został opublikowany w grudniu 1839 roku jako L'Abbesse de Castro par M. de Stendhal. Na owych "starych rękopisach o zżółkłym atramencie", jak nazwał je autor, oparte są też dwa utwory wydane pośmiertnie, Trop de faveur tue i Suora Scolastica. Polskie wydanie z 1983 roku (Książka i Wiedza) ich jednak nie zawiera, natomiast jest tam włączone opowiadanie Vanina Vanini (pierwodruk w Revue de Paris, 1829), z czasów karbonariuszy, czyli praktycznie współczesne. Tak wyglądało francuskie wydanie z 1855 roku, zatytułowane po raz pierwszy Kroniki włoskie, przez kuzyna Stendhala i wykonawcę jego testamentu, Romaina Colomba. Wydawcą był Michel Lévy. Wydanie z 1947 roku obejmowało wszystkie wymienione dotąd utwory oraz San Francesco a ripa (1831).

## Wykaz utworów
- Vanina Vanini, publikacja w Revue de Paris 13 grudnia 1829 roku.
- San Francesco a ripa, data powstania 1831, publikacja w Revue des Deux Mondes w 1853 roku.
- Vittoria Accoramboni, niepodpisane opowiadanie, opublikowane w Revue des Deux Mondes 1 marca 1837 roku.
- Les Cenci, niepodpisane opowiadanie, opublikowane w Revue des Deux Mondes 1 lipca 1837 roku.
- La Duchesse de Palliano, opowiadanie podpisane "F. de Lagenevais", opublikowane w Revue des Deux Mondes 15 sierpnia 1838 roku.
- L'Abbesse de Castro, opowiadanie podpisane "F. de Lagenevais", opublikowane w Revue des Deux Mondes 1 lutego i 1 marca 1839 roku.
- Trop de faveur tue, nieukończone opowiadanie, opublikowane w 1912 roku w Revue de Paris pod błędnym tytułem Trop de faveur nuit.
- Suora Scolastica, nieukończone opowiadanie rozpoczęte 15 marca 1842 roku; Stendhal pracował nad nim w dniu śmierci 23 marca 1842 roku; opublikowane w roku 1921 u Andrégo Coqa.